# Nikiszowiec

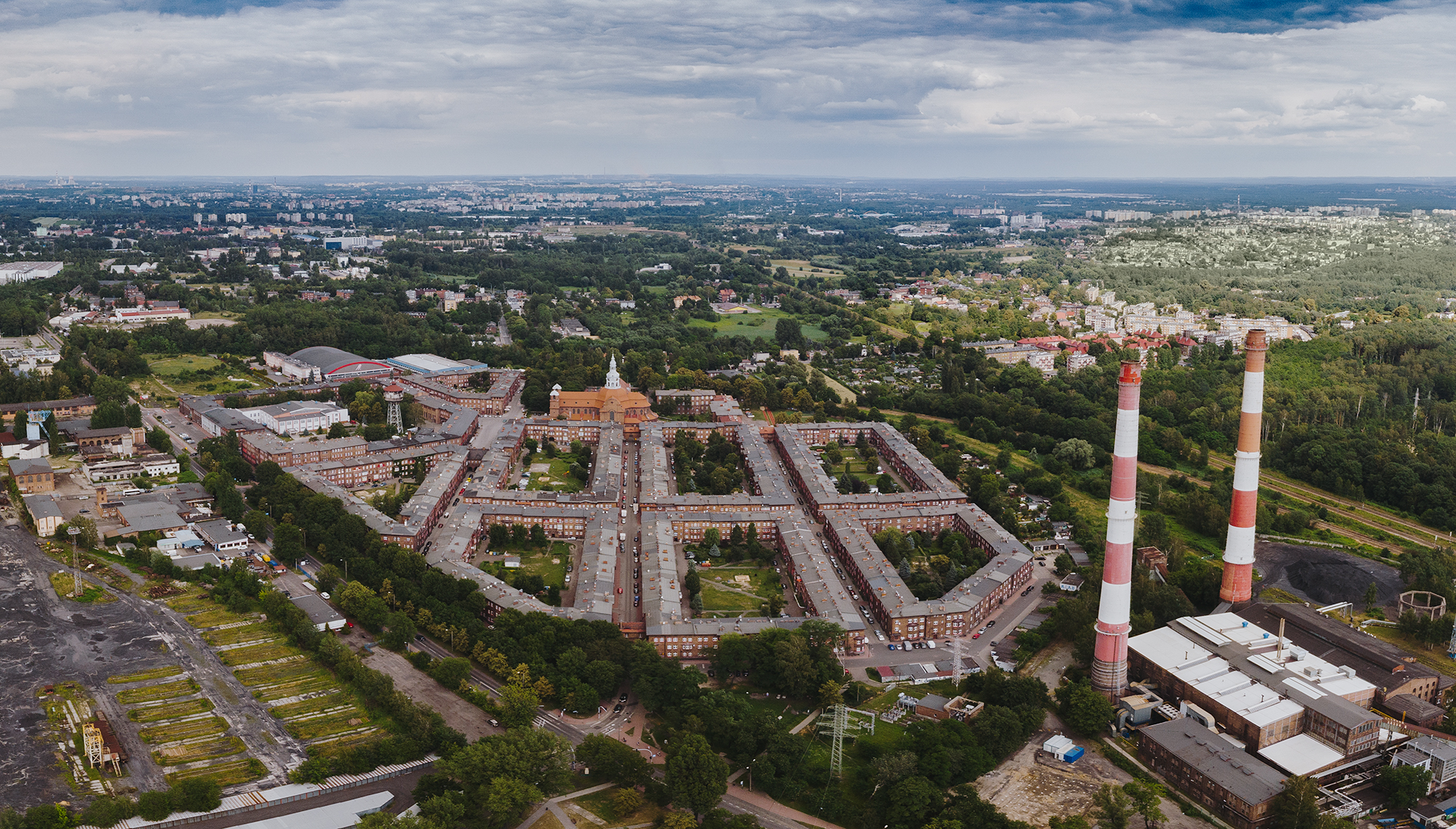
Gesamtansicht auf Nikiszowiec

Nikiszowiec (deutsch Nickischschacht) ist eine historische Arbeitersiedlung, die heute im Stadtteil Janów-Nikiszowiec im Osten der oberschlesischen Stadt Kattowitz in Polen liegt.
Die Siedlung wurde für die Bergleute der Gieschegrube von 1908 bis 1915 und von 1920 bis 1924 nach Plänen der Charlottenburger Architekten Emil und Georg Zillmann gebaut.